# Gran Premio de Europa
El Gran Premio de Europa fue una carrera de automovilismo de velocidad puntuable en el Campeonato Mundial de Fórmula 1. Se disputó en tres ocasiones durante los años 1980 y regularmente desde 1993 hasta 2012. La Fórmula 3000 Internacional y luego la GP2 Series la ha acompañado desde la edición 1997.
Inicialmente, el Gran Premio de Europa era un título honorífico anual designado a algún Gran Premio, generalmente con reglamentación de F1, llevado a cabo en Europa. Esto fue implementado por la AIACR (actual FIA) en 1923 con el GP de Italia y fue usado por última vez en 1977 en el GP de Gran Bretaña, cambiando en cada año generalmente de localización.
Como Gran Premio real, inicialmente se creó para cubrir cancelaciones, como en 1983 cuando no se pudo llevar a cabo un Gran Premio en Nueva York o en 1993 cuando no se disputó el Gran Premio de Asia. Su éxito hizo que el evento se programara para el año siguiente, si bien no en el mismo circuito. El Gran Premio de Europa se ha corrido en los circuitos Brands Hatch y Donington Park en el Reino Unido, Jerez en España y Nürburgring en Alemania, ininterrumpidamente desde 1999 hasta la temporada 2007. A partir del año 2008, el Gran Premio de Europa de Fórmula 1 se traslada al circuito urbano de Valencia (España), nueva sede en la que estaba previsto que permaneciese hasta 2015, con su trazado bordeando el mar y alrededor del puerto de Valencia. Sin embargo, debido a problemas económicos y a la necesidad de reservar fechas para otros Grandes Premios fuera de Europa, el último GP de Europa se disputó en 2012.
La carrera de 1993 es recordada debido a la famosa victoria de Ayrton Senna bajo condiciones meteorológicas cambiantes.
En 1997, la Federación Internacional del Automóvil decidió dar a la carrera disputada en el Nürburgring el nombre de Gran Premio de Luxemburgo y ese año el Gran Premio de Europa se mudó al Circuito Permanente de Jerez. La experiencia no fue considerada exitosa. Desde 1999 hasta 2007, el Gran Premio de Europa se disputa de nuevo en Nürburgring, en sustitución del Gran Premio de Luxemburgo. A partir de la temporada 2008, el Gran Premio de Europa se disputa en el circuito urbano de Valencia. A partir de 2016, la carrera volvió al mundial corriéndose en un circuito callejero en las calles de Bakú, Azerbaiyán.
Para la temporada 2017, se decidió que la carrera en Bakú sería el Gran Premio de Azerbaiyán y no el Gran Premio de Europa.

## Ganadores

### Fórmula 1
| Año        | Piloto                 | Equipo/Motor     | Circuito      | Resultados    |               |
| ---------- | ---------------------- | ---------------- | ------------- | ------------- | ------------- |
| 1983       | Nelson Piquet          | Brabham-BMW      | Brands Hatch  | Resultados    |               |
| 1984       | Alain Prost            | McLaren-TAG      | Nürburgring   | Resultados    |               |
| 1985       | Nigel Mansell          | Williams-Honda   | Brands Hatch  | Resultados    |               |
| 1986- 1992 | No se disputó          | No se disputó    | No se disputó | No se disputó | No se disputó |
| 1993       | Ayrton Senna           | McLaren-Ford     | Donington     | Resultados    |               |
| 1994       | Michael Schumacher     | Benetton-Ford    | Jerez         | Resultados    |               |
| 1995       | Michael Schumacher (2) | Benetton-Renault | Nürburgring   | Resultados    |               |
| 1996       | Jacques Villeneuve     | Williams-Renault | Nürburgring   | Resultados    |               |
| 1997       | Mika Häkkinen          | McLaren-Mercedes | Jerez         | Resultados    |               |
| 1998       | No se disputó          | No se disputó    | No se disputó | No se disputó | No se disputó |
| 1999       | Johnny Herbert         | Stewart-Ford     | Nürburgring   | Resultados    |               |
| 2000       | Michael Schumacher (3) | Ferrari          | Nürburgring   | Resultados    |               |
| 2001       | Michael Schumacher (4) | Ferrari          | Nürburgring   | Resultados    |               |
| 2002       | Rubens Barrichello     | Ferrari          | Nürburgring   | Resultados    |               |
| 2003       | Ralf Schumacher        | Williams-BMW     | Nürburgring   | Resultados    |               |
| 2004       | Michael Schumacher (5) | Ferrari          | Nürburgring   | Resultados    |               |
| 2005       | Fernando Alonso        | Renault          | Nürburgring   | Resultados    |               |
| 2006       | Michael Schumacher (6) | Ferrari          | Nürburgring   | Resultados    |               |
| 2007       | Fernando Alonso (2)    | McLaren-Mercedes | Nürburgring   | Resultados    |               |
| 2008       | Felipe Massa           | Ferrari          | Valencia      | Resultados    |               |
| 2009       | Rubens Barrichello (2) | Brawn-Mercedes   | Valencia      | Resultados    |               |
| 2010       | Sebastian Vettel       | Red Bull-Renault | Valencia      | Resultados    |               |
| 2011       | Sebastian Vettel (2)   | Red Bull-Renault | Valencia      | Resultados    |               |
| 2012       | Fernando Alonso (3)    | Ferrari          | Valencia      | Resultados    |               |
| 2013- 2015 | No se disputó          | No se disputó    | No se disputó | No se disputó | No se disputó |
| 2016       | Nico Rosberg           | Mercedes         | Bakú          | Resultados    |               |

## Estadísticas

### Pilotos con más victorias
| Victorias | Piloto             | Años                               |
| --------- | ------------------ | ---------------------------------- |
| 6         | Michael Schumacher | 1994, 1995, 2000, 2001, 2004, 2006 |
| 3         | Fernando Alonso    | 2005, 2007, 2012                   |
| 2         | Rubens Barrichello | 2002, 2009                         |
| 2         | Sebastian Vettel   | 2010, 2011                         |
| 1         | Nelson Piquet      | 1983                               |
| 1         | Alain Prost        | 1984                               |
| 1         | Nigel Mansell      | 1985                               |
| 1         | Ayrton Senna       | 1993                               |
| 1         | Jacques Villeneuve | 1996                               |
| 1         | Mika Häkkinen      | 1997                               |
| 1         | Johnny Herbert     | 1999                               |
| 1         | Ralf Schumacher    | 2003                               |
| 1         | Felipe Massa       | 2008                               |
| 1         | Nico Rosberg       | 2016                               |

### Constructores con más victorias
| Victorias | Constructor | Años                                     |
| --------- | ----------- | ---------------------------------------- |
| 7         | Ferrari     | 2000, 2001, 2002, 2004, 2006, 2008, 2012 |
| 4         | McLaren     | 1984, 1993, 1997, 2007                   |
| 3         | Williams    | 1985, 1996, 2003                         |
| 2         | Benetton    | 1994, 1995                               |
| 2         | Red Bull    | 2010, 2011                               |
| 1         | Brabham     | 1983                                     |
| 1         | Stewart     | 1999                                     |
| 1         | Renault     | 2005                                     |
| 1         | Brawn       | 2009                                     |
| 1         | Mercedes    | 2016                                     |

### Motores con más victorias
| Victorias | Motor    | Años                                     |
| --------- | -------- | ---------------------------------------- |
| 7         | Ferrari  | 2000, 2001, 2002, 2004, 2006, 2008, 2012 |
| 5         | Renault  | 1995, 1996, 2005, 2010, 2011             |
| 4         | Mercedes | 1997, 2007, 2009, 2016                   |
| 3         | Ford     | 1993, 1994, 1999                         |
| 2         | BMW      | 1983, 2003                               |
| 1         | TAG      | 1984                                     |
| 1         | Honda    | 1985                                     |